# Zdeněk Fink
Zdeněk Fink (* 16. ledna 1955 Hradec Králové) je český politik a lékař, v letech 2010 až 2018 primátor města Hradce Králové, v letech 2004 až 2008 a opět v letech 2012 až 2024 zastupitel Královéhradeckého kraje (v letech 2020 až 2024 též radní kraje), v letech 2014 až 2019 předseda Hradeckého demokratického klubu.

## Život
Vystudoval Gymnázium J. K. Tyla v Hradci Králové. Od roku 1974 pracoval ve Fakultní nemocnici Hradec Králové jako sanitář a uklízeč. Při zaměstnání však vystudoval Lékařskou fakultu Univerzity Karlovy v Hradci Králové a získal titul MUDr. Od roku 1981, kdy promoval, tak ve Fakultní nemocnici Hradec Králové působil jako lékař na otorinolaryngologické klinice. V nemocnici pracoval až do roku 1994, kdy začal provozovat soukromou lékařskou praxi (AKORD-sdružené ambulantní centrum s.r.o.) ve stejném oboru.
Zdeněk Fink je podruhé ženatý a má tři děti. Žije v Hradci Králové.

## Politické působení
V komunálních volbách v roce 1998 úspěšně kandidoval jako nestraník za subjekt „Sdružení OS, NK“ do Zastupitelstva města Hradce Králové. Mandát zastupitele obhájil v komunálních volbách v roce 2002 opět jako nestraník na kandidátce subjektu „Sdružení SOS, NK – Hradecký demokratický klub“. Byl sice kandidátem tohoto sdružení na primátora města, ale vzhledem k volebnímu výsledku strany (7,32 % hlasů) byl zvolen do funkce radního města. Mandát zastupitele města obhájil i v komunálních volbách v roce 2006 jako nestraník za SOS na kandidátce subjektu „Hradecký demokratický klub – sdružení SOS, NK“. Také v těchto volbách byl kandidátem Hradeckého demokratického klubu na primátora města a opět se stal vzhledem k volebnímu výsledku (7,72 % hlasů) radním města. V komunálních volbách v roce 2010 pak kandidoval jako nestraník za „Hradecký demokratický klub, Sdružení politické strany ALTERNATIVA a nezávislých kandidátů“ a již po čtvrté se stal zastupitelem města. Po velmi složitých a dlouhých povolebních jednáních, která trvala 73 dnů, byl v prosinci 2010 zvolen primátorem statutárního města Hradce Králové.
Do vyšší politiky se pokoušel neúspěšně vstoupit, když v krajských volbách v roce 2000 kandidoval jako nestraník za „Koalici politických stran Volba pro město a Strana pro otevřenou společnost“ do Zastupitelstva Královéhradeckého kraje. Strana se ale do krajského zastupitelstva nedostala. Podařilo se mu to až v krajských volbách v roce 2004 jakožto nestraníkovi za SOS na kandidátce „ED, VPM, SOS – Volba pro kraj“. V dalších krajských volbách v roce 2008 se mu nepodařilo mandát na kandidátce „Volby pro kraj“ obhájit (strana se totiž do zastupitelstva nedostala). Do Zastupitelstva Královéhradeckého kraje se tak vrátil až po úspěšné kandidatuře v krajských volbách v roce 2012, kdy kandidoval jako nestraník za KDU-ČSL na kandidátce „Koalice pro Královéhradecký kraj – KDU-ČSL – HDK – VPM“. V krajských volbách v roce 2016 se mu podařilo z pozice člena HDK obhájit mandát zastupitele Královéhradeckého kraje, když kandidoval za subjekt „Koalice pro Královéhradecký kraj“ (tj. KDU-ČSL, VPM a HDK). Na kandidátce byl původně na 7. místě, ale vlivem preferenčních hlasů skončil třetí.
V komunálních volbách v roce 2014 obhájil post zastupitele města Hradce Králové, když vedl kandidátku subjektu Hradecký demokratický klub, který tamní volby vyhrál (25,56 % hlasů, 12 mandátů). HDK uzavřel koalici s ČSSD, TOP 09 a KDU-ČSL a Zdeněk Fink byl dne 25. listopadu 2014 zvolen pro druhé funkční období primátorem města Hradce Králové.
V srpnu 2014 se stal předsedou Hradeckého demokratického klubu. V komunálních volbách v roce 2018 byl lídrem kandidátky Hradeckého demokratického klubu do Zastupitelstva města Hradec Králové, post zastupitele obhájil. Hradeckému demokratickému klubu se však nepodařilo stát součástí koalice a novým primátorem se stal Alexandr Hrabálek.
V červnu 2019 skončil ve funkci předsedy Hradeckého demokratického klubu, dále pokračuje jako 1. místopředseda. V krajských volbách v roce 2020 obhájil jako člen HDK post zastupitele Královéhradeckého kraje, když kandidoval za subjekt „Spojenci pro Královéhradecký kraj“ (tj. TOP 09, HDK, LES). Na kandidátce původně figuroval na 6. místě, ale vlivem preferenčních hlasů skončil první. Dne 2. listopadu 2020 se navíc stal radním Královéhradeckého kraje pro zdravotnictví. Ve volbách v roce 2024 však již nekandidoval.
V lednu 2021 se nechal z pozice radního kraje pro zdravotnictví očkovat proti nemoci covid-19, přednostně byla očkována i jeho manželka. Ta přitom nepatřila do žádné z prioritních skupin. Fink zdůvodnil očkování manželky i tím, že hodlá pracovat jako dobrovolnice v budoucích očkovacích centrech. Svůj postup za protekci nepovažoval. Část krajské opozice chtěla jeho rezignaci, nakonec se však o tomto kroku nehlasovalo a Fink se za své jednání omluvil.
V komunálních volbách v roce 2022 kandidoval jako člen HDK na 14. místě kandidátky subjektu „Hradecký demokratický klub a TOP 09 s podporou Hradeckých patriotů a LES“ do hradeckého zastupitelstva. Mandát městského zastupitele se mu podařilo obhájit.